# Анета Камінська
Анета Камінська (пол. Aneta Kamińska; нар. 1976) — польська поетеса, перекладачка нової української літератури, член Українського ПЕН-клубу.

## Біографія
Походить з Замостя, мешкає в Варшаві. Закінчила польську філологію в Варшавському Університеті та викладає польську мову іноземцям. Авторка трьох поетичних збірок: «Wiersze zdyszane» (2000), «zapisz zmiany» (2004), «czary i mary (hipertekst)» (2007).

## Поетичні збірки
- Wiersze zdyszane, Powiatowa i Miejska Biblioteka Publiczna, Zamość 2000.

- zapisz zmiany, Biblioteka Nocy Poetów, Staromiejski Dom Kultury, Warszawa 2004.

- czary i mary (hipertekst), Biblioteka Nocy Poetów, Staromiejski Dom Kultury, Warszawa 2007.

## Переклади
Nazar Honczar, gdybym, tłum. Aneta Kamińska i Andrij Porytko, Biblioteka Nocy Poetów, Staromiejski Dom Kultury, Warszawa 2007.